# WASP-15b

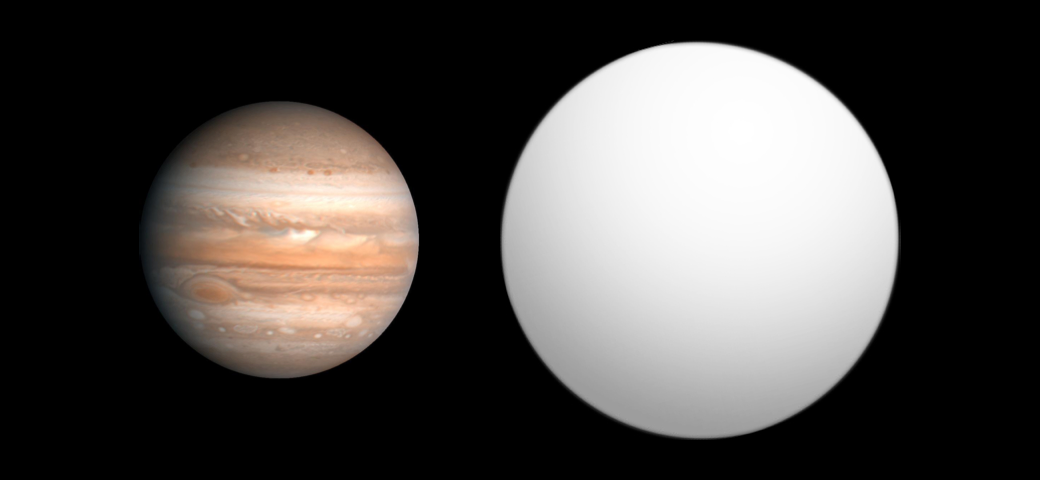
Comparação de tamanho de WASP-15b com Júpiter.

WASP-15b é um planeta extrassolar descoberto em 2008 pelos colaboradores do SuperWASP, que procuram descobrir exoplanetas que transitam suas estrelas hospedeiras. O planeta orbita sua estrela hospedeira, a WASP-15, a uma distância de 0,05 UA a cada quatro dias. A massa deste planeta é de cerca de metade da massa de Júpiter, mas seu raio é aproximadamente 50% maior do que o raio de Júpiter, fazendo a densidade deste planeta ser de apenas um quarto da densidade da água; pensa-se que alguma outra forma de aquecimento deve explicar a sua densidade extremamente baixa. A descoberta de WASP-15b foi publicada em 29 de abril de 2009.